# ديفيد بينيت (محامي)
ديفيد بينيت (بالإنجليزية: David Bennett)‏ هو موظف مدني ومحامي أسترالي، ولد في 22 ديسمبر 1941.